# Comuna Bijivka, Burîn
Bijivka (în ucraineană Біжівка) este o comună în raionul Burîn, regiunea Sumî, Ucraina, formată din satele Bijivka (reședința), Bolotivka și Holubî.

## Demografie
Componența lingvistică a comunei Bijivka
     Ucraineană (97,44%)
     Rusă (1,35%)
     Alte limbi (0,81%)
Conform recensământului din 2001, majoritatea populației comunei Bijivka era vorbitoare de ucraineană (97,44%), existând în minoritate și vorbitori de rusă (1,35%).